# 초콜릿색아랫볏박쥐
초콜릿색아랫볏박쥐(Chalinolobus morio)는 애기박쥐과에 속하는 박쥐의 일종이다. 오스트레일리아 대륙과 테즈메이니아에서만 발견되지만, 이 지역의 토착종으로 널리 분포하며, 특히 남부 지역에서 발견된다. 빅토리아 주의 해수면부터 해발 고도 1570m 사이 지역에서 서식하는 것도 알려져 있다.
IUCN 적색 목록에서 관심대상종으로 분류하고 있으며, 명백한 멸종 위협은 없고 여러 보호 지역에서 발견된다. 초콜릿색아랫볏박쥐는 3개의 이명(C. australis, C. microdon, C. signifer)이 알려져 있고, 고립된 개체군에 대한 좀더 많은 분류학적 연구가 필요하다.
열대 우림부터 나무가 없는 평원에서 발견되며 나무 구멍과 동굴, 심지어 건물 속의 다양한 환경에서 널리 서식한다. 10마리부터 천 마리 이상까지 무리를 형성할 수 있으며, 암컷은 보통 한 마리의 새끼를 낳는다.